# Kfar Tapuach
Kfar Tapuach (hebrejsky כְּפַר תַּפּוּחַ, doslova „Jabloňová ves“, podle stejnojmenné biblické lokality, kterou zmiňuje Kniha Jozue 12,17 – „...král tapúašský“, v oficiálním přepisu do angličtiny Kefar Tappuah, přepisováno též Kfar Tapuah) je izraelská osada typu společná osada (jišuv kehilati) na Západním břehu Jordánu v distriktu Judea a Samaří a v Oblastní radě Šomron.

## Geografie
Nachází se v nadmořské výšce 670 metrů v centrální hornaté části Samařska, cca 10 kilometrů jižně od Nábulusu, cca 37 kilometrů severně od historického jádra Jeruzalému a cca 45 kilometrů severovýchodně od centra Tel Avivu.
Vesnice je na dopravní síť Západního břehu Jordánu napojena jednak pomocí dálnice číslo 60, která vede severojižním směrem napříč celým Samařskem, jednak pomocí silnice číslo 505, která pak u města Ariel na západě přechází v dálnici číslo 5 (takzvaná Transsamařská dálnice). Ta pak vede dál směrem k aglomeraci Tel Avivu. Kfar Tapuach leží v hustě osídlené oblasti Západního břehu Jordánu a je obklopena četnými palestinskými sídly. Nejblíže jsou to obce Yassuf a Yatma. Nejbližší izraelskou osadou je vesnice Rechelim (cca 2 kilometry jihovýchodním směrem). Cca 4 kilometry jihozápadním směrem pak leží izraelské město Ariel.

## Dějiny
Vesnice Kfar Tapuach vznikla v roce 1978 jako jedno z prvních izraelských sídel ve vnitrozemí Samařska. 3. ledna 1978 rozhodla izraelská vláda o zřízení tří nových osad na Západním břehu Jordánu, mezi nimi i osady pracovně nazývané Tapuach. Tato sídla měla být zřízena na ploše stávajících vojenských základen, tedy bez záboru soukromé půdy. Od ledna do srpna 1978 fungoval Tapuach jako osada typu nachal, tedy kombinace vojenského a civilního osídlení. 19. dubna 1978 izraelská vláda odsouhlasila převod této osady na ryze civilní. K tomu došlo v srpnu 1978.
V obci funguje mateřská škola a základní náboženská škola (Talmud Tora). K dispozici je zde obchod se smíšeným zbožím. V květnu 1999 byla západně od stávající osady založena izolovaná skupina domů Tapuach Ma'arav. Pozdější vládní zpráva tu uvádí pět trvale usazených rodin. Čtvrť sestává z šestnácti mobilních karavanů a dalších provizorních staveb, včetně improvizované synagogy, ale také ze dvou zděných domů. Už v roce 1991 podobným způsobem vznikla skupina domů Rechelim, která se později osamostatnila do nezávislé obce, byť formálně zůstává součástí Kfar Tapuach.
Počátkem 21. století nebyla Kfar Tapuach zahrnuta do Izraelské bezpečnostní bariéry, třebaže nedaleké město Ariel má být spolu s koridorem směrem k západu, k Zelené linii do hranic této bariéry začleněno. Budoucí existence osady závisí na podmínkách případné mírové smlouvy s Palestinci. Podle organizace Peace Now patří obyvatelstvo Kfar Tapuach v rámci Západního břehu Jordánu mezi nejradikálněji naladěné proti Palestincům.

## Demografie
Obyvatelstvo Kfar Tapuach je v databázi rady Ješa popisováno jako nábožensky založené. Podle údajů z roku 2014 tvořili naprostou většinu obyvatel Židé (včetně statistické kategorie "ostatní", která zahrnuje nearabské obyvatele židovského původu ale bez formální příslušnosti k židovskému náboženství).
Jde o menší obec vesnického typu, která ale od počátku 21. století vykazuje velmi rychlé populační přírůstky. Skokový pokles obyvatelstva v roce 2013 je způsoben administrativním oddělením vesnice Rechelim do samostatné obce. K 31. prosinci 2014 zde žilo 900 lidí. Během roku 2014 registrovaná populace klesla o 1,7 %.
| Rok            | 1983 | 1991 | 1992 | 1993 | 1994 | 1995 | 1996 | 1997 | 1998 | 1999 | 2000 |
| -------------- | ---- | ---- | ---- | ---- | ---- | ---- | ---- | ---- | ---- | ---- | ---- |
| Počet obyvatel | 82   | 233  | 270  | 280  | 261  | 294  | 276  | 324  | 353  | 352  | 347  |

| Rok            | 2001 | 2002 | 2003 | 2004 | 2005 | 2006 | 2007 | 2008 | 2009 | 2010 | 2011 | 2012 | 2013 | 2014 |
| -------------- | ---- | ---- | ---- | ---- | ---- | ---- | ---- | ---- | ---- | ---- | ---- | ---- | ---- | ---- |
| Počet obyvatel | 387  | 446  | 523  | 593  | 648  | 721  | 798  | 867  | 919  | 1023 | 1065 | 1207 | 916  | 900  |